# LATAM Airlines Ecuador
Aerolane Líneas Aéreas Nacionales del Ecuador S.A., bekend als LATAM Airlines Ecuador (voorheen LAN Ecuador), is een Ecuadoriaanse luchtvaartmaatschappij en maakt deel uit van de LATAM Airlines Group. De maatschappij heeft haar hubs op de luchthaven van Quito en de luchthaven van Guayaquil. LATAM Ecuador vliegt binnen alle Amerika’s.

## Geschiedenis
LATAM Ecuador werd in juli 2002 opgericht als LAN Ecuador. De eerste vluchten volgden op 28 april 2003 naar New York en Miami. In de eerste periode werden de vluchten uitgevoerd door moedermaatschappij LAN Airlines. Op 1 april 2007 werd de maatschappij via haar moederbedrijf lid van Oneworld, maar dat lidmaatschap eindigde op 1 mei 2020 nadat de LATAM Airlines Group uit de alliantie stapte.
Op 24 december 2008 kreeg LAN Ecuador toestemming om ook binnenlandse vluchten uit te voeren, deze startten op 6 april 2009. Hiervoor kwamen Airbus A318’s in de vloot. In mei 2016 werd de naam veranderd naar LATAM Airlines Ecuador als gevolg van het samengaan van LAN Airlines (nu LATAM Chile) met TAM Linhas Aéreas (nu LATAM Brasil).

## Vloot

### Huidige vloot
De vloot van LATAM Ecuador bestaat uit de volgende toestellen (augustus 2024):
| Type            | In dienst | Orders | Opmerkingen |
| --------------- | --------- | ------ | ----------- |
| Airbus A319-100 | 4         | —      |             |
| Totaal          | 4         | —      |             |

Hiernaast voert LATAM Ecuador vluchten uit met nog twee toestellen (CC-CYI en CC-CYL) van LATAM Airlines Chile.

### Voormalige vloot

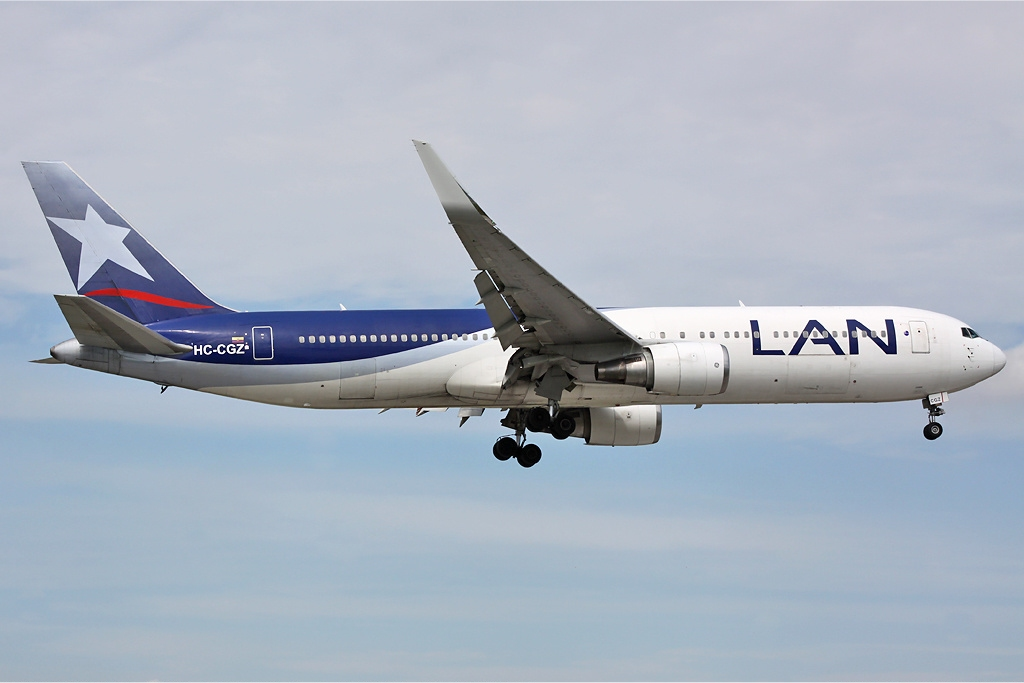
Voormalige Boeing 767-300ER van LATAM Ecuador

De vloot van LATAM Ecuador bestond ook uit de volgende toestellen:
| Type             | Aantal | In dienst | Uitgefaseerd | Opmerkingen       |
| ---------------- | ------ | --------- | ------------ | ----------------- |
| Airbus A318      | 3      | 2009      | 2011         | Naar LAN Airlines |
| Airbus A319-100  | 2      | 2016      | 2018         |                   |
| Airbus A320-200  | 6      | 2011      | 2014         | Naar LAN Airlines |
| Boeing 767-300ER | 6      | 2008      | 2012         |                   |

## Bestemmingen
LATAM Ecuador vliegt naar de volgende bestemmingen (augustus 2024):
| Land             | Stad          | Luchthaven                                      | Opmerkingen            |
| ---------------- | ------------- | ----------------------------------------------- | ---------------------- |
| Argentinië       | Buenos Aires  | Aeropuerto Internacional Ministro Pistarini     | Hervat 30 oktober 2024 |
| Chili            | Santiago      | Aeropuerto Internacional Arturo Merino Benítez  |                        |
| Colombia         | Bogotá        | Aeropuerto Internacional El Dorado              |                        |
| Ecuador          | Baltra        | Aeropuerto Galápagos-Seymour                    |                        |
| Ecuador          | Cuenca        | Aeropuerto Internacional Mariscal La Mar        |                        |
| Ecuador          | El Coca       | Aeropuerto Francisco de Orellana                |                        |
| Ecuador          | Guayaquil     | Aeropuerto Internacional José Joaquín de Olmedo | hub                    |
| Ecuador          | Manta         | Aeropuerto Internacional Eloy Alfaro            |                        |
| Ecuador          | Quito         | Aeropuerto Internacional Mariscal Sucre         | hub                    |
| Ecuador          | San Cristóbal | Aeropuerto de San Cristóbal                     |                        |
| Peru             | Lima          | Aeropuerto Internacional Jorge Chávez           |                        |
| Verenigde Staten | Miami         | Internationale Luchthaven Miami                 | Hervat 30 oktober 2024 |